# (8973) Pratincola
(8973) Pratincola ist ein im inneren Hauptgürtel gelegener Asteroid, der am 30. September 1973 von dem niederländischen Astronomenehepaar Cornelis Johannes van Houten und Ingrid van Houten-Groeneveld entdeckt wurde. Die Entdeckung geschah im Rahmen der 2. Trojaner-Durchmusterung, bei der von Tom Gehrels mit dem 120-cm-Oschin-Schmidt-Teleskop des Palomar-Observatoriums aufgenommene Feldplatten an der Universität Leiden durchmustert wurden, 13 Jahre nach Beginn des Palomar-Leiden-Surveys.
Der mittlere Durchmesser des Asteroiden wurde mit 4,689 (±0,352) km berechnet, die Albedo mit 0,106 (±0,014). Die Rotationsperiode von (8973) Pratincola wurde 2009 und 2020 von Brian D. Warner und 2016 von Chan-Kao Chang, Hsing-Wen Lin, Thomas Prince et al. untersucht. Die Lichtkurven reichten jedoch nicht zu einer Bestimmung aus.
(8973) Pratincola ist nach der Rotflügel-Brachschwalbe benannt, deren wissenschaftlicher Name Glareola pratincola lautet. Die Benennung erfolgte am 2. Februar 1999. Zum Zeitpunkt der Benennung war der Bestand der Rotflügel-Brachschwalbe in Europa gefährdet.